# Saber Ben Frej
Saber Ben Frej (Karkar, 3 luglio 1979) è un calciatore tunisino, difensore dell'Hammam Sousse. In carriera fu autore di un gol su rigore in finale del terzo posto alla Coppa del mondo per club 2007.